# Arthrosaura kockii
Arthrosaura kockii är en ödleart som beskrevs av  Lidth De Jeude 1904. Arthrosaura kockii ingår i släktet Arthrosaura och familjen Gymnophthalmidae. IUCN kategoriserar arten globalt som livskraftig. Inga underarter finns listade i Catalogue of Life.